# Вінницький деканат
Вінницький деканат — один з 8 католицьких деканатів Кам'янець-Подільської дієцезії Римо-Католицької церкви в Україні.

## Парафії

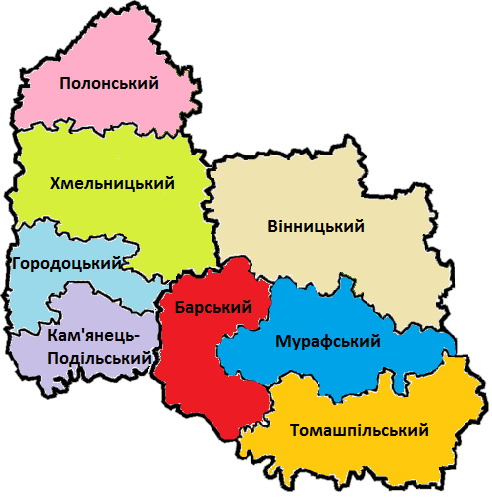
Карта деканатів Кам'янець-Подільської дієцезії

- Іванів — Непорочного Зачаття Пресвятої Діви Марії
- Іллінці — Воздвиження Святого Хреста
- Вінниця — Божого Милосердя
- Вінниця — Матері Божої Ангельської
- Вінниця — Святого Духа
- Вінниця — Святого Франциска
- Вахнівка — Матері Божої Фатімської
- Великий Острожок — Святої Трійці
- Вороновиця — Святого Михайла Архангела
- Держанівка — Святого Станіслава Єпископа
- Дорожнє — Святого Антонія з Падуї
- Жданівка — Святого Антоні
- Калинівка — Святих Апостолів Петра і Павла
- Козятин — Матері Божої Доброї Поради
- Куманівці — Святого Роха
- Літин — Непорочного Зачаття Пресвятої Діви Марії
- Лемешівка — Святої Анни
- Липовець — Непорочного Зачаття Пресвятої Діви Марії
- Листопадівка — Святого Йоана Хрестителя
- Майдан — Святого Миколая Єпископа
- Малі Крушлинці — Святого Духа
- Махнівка — Святого Йоана Непомука
- Оратів — Святого Станіслава
- Пиків — Святої Трійці
- Погребище — Непорочного Зачаття Пресвятої Діви Марії
- Самгородок — Святої Анни
- Скаржинці — Матері Божої Святого Розарія
- Стрижавка — Матері Божої Скорботної
- Телепеньки/Гавришівка — Мучеництра Святого Йоана Хрестителя
- Тиврів — Св. Михаїла Архангела
- Уланів — Преображення Господнього
- Хмільник — Пресвятої Трійці